# بورونايسك
بورونايسك (بالروسية: Поронайск) هي إحدى مدن روسيا في الكيان الفدرالي الروسي ساخالين أوبلاست.

## المناخ
يظهر الجدول التالي التغييرات المناخية على مدار السنة لبورونايسك:
| البيانات المناخية لـبورونايسك     | البيانات المناخية لـبورونايسك | البيانات المناخية لـبورونايسك | البيانات المناخية لـبورونايسك | البيانات المناخية لـبورونايسك | البيانات المناخية لـبورونايسك | البيانات المناخية لـبورونايسك | البيانات المناخية لـبورونايسك | البيانات المناخية لـبورونايسك | البيانات المناخية لـبورونايسك | البيانات المناخية لـبورونايسك | البيانات المناخية لـبورونايسك | البيانات المناخية لـبورونايسك | البيانات المناخية لـبورونايسك |
| الشهر                             | يناير                         | فبراير                        | مارس                          | أبريل                         | مايو                          | يونيو                         | يوليو                         | أغسطس                         | سبتمبر                        | أكتوبر                        | نوفمبر                        | ديسمبر                        | المعدل السنوي                 |
| --------------------------------- | ----------------------------- | ----------------------------- | ----------------------------- | ----------------------------- | ----------------------------- | ----------------------------- | ----------------------------- | ----------------------------- | ----------------------------- | ----------------------------- | ----------------------------- | ----------------------------- | ----------------------------- |
| الدرجة القصوى °م (°ف)             | 2.0 (35.6)                    | 5.1 (41.2)                    | 12.7 (54.9)                   | 19.2 (66.6)                   | 33.5 (92.3)                   | 33.9 (93.0)                   | 36.2 (97.2)                   | 35.0 (95.0)                   | 30.1 (86.2)                   | 21.9 (71.4)                   | 16.1 (61.0)                   | 8.4 (47.1)                    | 36.2 (97.2)                   |
| متوسط درجة الحرارة الكبرى °م (°ف) | −11.9 (10.6)                  | −8.8 (16.2)                   | −3 (27)                       | 3.5 (38.3)                    | 8.5 (47.3)                    | 12.8 (55.0)                   | 16.9 (62.4)                   | 19.3 (66.7)                   | 16.4 (61.5)                   | 9.7 (49.5)                    | −0.2 (31.6)                   | −8.8 (16.2)                   | 4.5 (40.1)                    |
| المتوسط اليومي °م (°ف)            | −16.8 (1.8)                   | −14.4 (6.1)                   | −8.1 (17.4)                   | −0.1 (31.8)                   | 4.9 (40.8)                    | 9.5 (49.1)                    | 13.9 (57.0)                   | 15.9 (60.6)                   | 12.2 (54.0)                   | 5.2 (41.4)                    | −4.7 (23.5)                   | −13.4 (7.9)                   | 0.3 (32.5)                    |
| متوسط درجة الحرارة الصغرى °م (°ف) | −21.7 (−7.1)                  | −20 (−4)                      | −13.2 (8.2)                   | −3.8 (25.2)                   | 1.2 (34.2)                    | 6.1 (43.0)                    | 10.9 (51.6)                   | 12.5 (54.5)                   | 7.9 (46.2)                    | 0.6 (33.1)                    | −9.1 (15.6)                   | −18 (0)                       | −3.9 (25.0)                   |
| أدنى درجة حرارة °م (°ف)           | −39.8 (−39.6)                 | −39.1 (−38.4)                 | −34.2 (−29.6)                 | −23.5 (−10.3)                 | −8.1 (17.4)                   | −2.1 (28.2)                   | 0.3 (32.5)                    | 1.3 (34.3)                    | −3.3 (26.1)                   | −13.2 (8.2)                   | −29.8 (−21.6)                 | −35.4 (−31.7)                 | −39.8 (−39.6)                 |
| الهطول مم (إنش)                   | 24.5 (0.96)                   | 22.2 (0.87)                   | 35.6 (1.40)                   | 50.4 (1.98)                   | 69.5 (2.74)                   | 68.2 (2.69)                   | 83.0 (3.27)                   | 98.6 (3.88)                   | 121.2 (4.77)                  | 86.8 (3.42)                   | 54.9 (2.16)                   | 35.1 (1.38)                   | 750 (29.52)                   |
| متوسط أيام هطول الأمطار           | 8.5                           | 8.0                           | 10.6                          | 10.7                          | 12.6                          | 13.6                          | 14.0                          | 14.3                          | 13.8                          | 11.5                          | 9.5                           | 8.6                           | 135.7                         |
| ساعات سطوع الشمس الشهرية          | 137                           | 162                           | 197                           | 184                           | 168                           | 154                           | 142                           | 163                           | 171                           | 164                           | 130                           | 119                           | 1٬891                         |
| المصدر: Climatebase.ru            |                               |                               |                               |                               |                               |                               |                               |                               |                               |                               |                               |                               |                               |

## توأمة
لبورونايسك اتفاقيات توأمة مع:
- كيتامي (13 أغسطس 1972 - )

## أعلام
- تايهو كوكي